# 119. vestlige længdekreds
Den 119. vestlige længdekreds (eller 119 grader vestlig længde) er en længdekreds, der ligger 119 grader vest for nulmeridianen. Den løber gennem Ishavet, Nordamerika, Stillehavet, det Sydlige Ishav og Antarktis.